# Гізо Углава
Гізо Углава (груз. გიზო უჰლავა, нар. 18 листопада 1975 року, м. Кутаїсі, Грузія) — грузинський та український державний діяч.
З 25 квітня 2015 по 17 квітня 2022, а також з 6 березня 2023 по 24 травня 2024 перший заступник директора Національного антикорупційного бюро.
З 17 квітня 2022 по 6 березня 2023 т.в.о. директора Національного антикорупційного бюро України
З 2015 року має громадянство України.

## Освіта
У 1992 р. закінчив середню загальноосвітню школу.
У 1992—1998 роках навчався на юридичному факультеті Тбіліського Державного університету імені Іване Джавахішвілі за спеціальністю «Правознавство», кваліфікація — юрист.

## Кар'єра в Грузії
У системі прокуратури Грузії Гізо Углава працював з 1998 по 2012 рік, пройшовши шлях від інтерна в обласній прокуратурі до заступника Головного прокурора Грузії.
У 1998—2001 р.р. — інтерн в обласній прокуратурі Імереті. Основні напрямки діяльності: розслідування кримінальних справ.
З 2001 по 2003 рік працював старшим слідчим тієї ж прокуратури.
2003—2004 роки — начальник слідчої частини обласної прокуратури Імереті.
В період з 2004 по 2008 рік займав посаду районного прокурора Зестафоні.
У 2008—2009 роках — обласний прокурор Західної Грузії.
2009—2010 — прокурор Аджарської Автономної Республіки.
З 2009 по 2012 роки працював на посаді заступника Головного прокурора Грузії. До сфери діяльності Углави входила боротьба з корупцією, легалізацією незаконних доходів та фінансовими злочинами. Він займався справами, які були пов'язані з привласненням мільйонів державних коштів за участі в них державних службовців різних рангів, а також приватних осіб.
Однією з таких гучних справ стало розслідування контрабанди нафтопродуктів, у процесі якого було заарештовано понад 20 осіб, а державі було повернуто понад 15 млн. доларів США. Також знаковою для боротьби з корупцією у Грузії стала справа про незаконне привласнення земельних ділянок, які перебували у державній власності. За проведення незаконних дій було засуджено майже 30 осіб та повернуто у власність держави десятки гектарів землі, яка знаходилася у курортній зоні, вартістю понад 30 млн доларів США.
У 2013 заснував юридичну компанію ТОВ «LEGAL CONSULTING AND SERVICES», де займався адвокатською діяльністю.
Гізо Углава ніколи не був членом жодної з політичних партій.

## Кар'єра в Україні
У 2014 році Гізо Углава у складі команди грузинських реформаторів прибув до України як консультант. Працював у групі, яка займалася імплементацією антикорупційного законодавства.
25 квітня 2015 року був призначений на посаду першого заступника директора Національного антикорупційного бюро України. Відповідає за набір, навчання та роботу детективів, аналітиків та IT-відділу НАБУ.
|  | «Гізо Углава - кадровий працівник прокуратури з 20-річним стажем, який пройшов усі щаблі, і став заступником генерального прокурора Грузії. Його спеціалізацією були антикорупційні розслідування у грузинській владі. І у цій сфері він домігся серйозних успіхів. У Грузії не було недоторканних - ні в органах влади, ні в оточенні вищих посадових осіб. Я проводжу постійні консультації з представниками правоохоронних органів та дипломатами Канади, Великої Британії, США, Польщі, Європейського союзу. Вони дали мені найпозитивніші рекомендації щодо кандидатури Гізо, оскільки він має серйозні зв'язки на Заході в правоохоронних структурах, має великий досвід успішної взаємодії. Цей фактор став ключовим» - Директор НАБУ Артем Ситник |

5 травня 2015 року стартував відкритий конкурс на зайняття вакантних посад детективів Національного антикорупційного бюро. На початок жовтня перших 70 детективів НАБУ склали присягу. Загалом, передбачається набрати 242 детектива для роботи в бюро. 4 грудня, після призначення антикорупційного прокурора, детективи внесли перші кримінальні провадження до Єдиного реєстру досудових розслідувань.
Гізо Углаву називають одним з представників «спецназу реформ» — команди іноземних реформаторів, які отримавши українське громадянство, працюють на державних посадах в Україні.
|  | «НАБУ стане тією відправною точкою, з якої піде розвиток цієї країни. Розпочнеться боротьба з корупцією; стартують всі системні реформи, яких хоче суспільство. Адже без боротьби з корупцією, без суворої кримінальної політики неможливо проводити системні реформи». - заступник директора НАБУ Гізо Углава, інтерв'ю «Цензор.нет» |

2019 рік. Гізо Углава стає фігурантом розслідування «Bihus.Info» і підозрюється в співучасті розкрадань в особливо великих розмірах в АТ «Укроборонпром».
24 травня 2024 усунуто від виконання обов'язків першого заступника директора НАБУ. Напередодні в Спеціалізованій антикорупційній прокуратурі (САП) повідомили, що Управління внутрішнього контролю НАБУ розслідує можливий злочин працівників Бюро за ст. 364 та ст. 387 ККУ. Провадження розпочали після службової записки викривача, який також є працівником НАБУ.
3 вересня 2024 року Гізо Углаву звільнено за порушення присяги держслужбовця, правил етичної поведінки, а також законів «Про державну службу» й Кодексу етики НАБУ.

## Нагороди
Працюючи в системі прокуратури Грузії отримав три державні нагороди:
- Медаль Честі, Орден Честі та Орден Сяйва.[джерело?]